# Сысоев, Вячеслав Вячеславович
Вячесла́в Вячесла́вович Сысо́ев (30 октября 1937, Москва — 2 марта 2006, Берлин) — художник-карикатурист. Представитель диссидентской культуры и участник неофициального художественного процесса в СССР.

## Биография
Родился 30 октября 1937 года в Москве. Специального художественного образования не получил. До 1975 работал макетчиком в художественном комбинате. Как карикатурист, с 1975 года принимал участие в неофициальных (неподцензурных) выставках в Москве и Ленинграде. В СССР его работы не публиковались до 1987 года, так как творчество Сысоева считалось антисоветским. С 1976 года его рисунки публиковались на Западе. В 1983 году в Париже вышел первый альбом художника.
В 1979 году против Вячеслава Сысоева было возбуждено уголовное дело по статье 228 УК РСФСР («Изготовление или сбыт порнографических предметов»), предусматривавшей в случае осуждения до трёх лет уголовных лагерей общего режима. Получив вызов на допрос, Сысоев перешёл на нелегальное положение и на протяжении последующих почти трёх с половиной лет скрывался от милиции, проживая без прописки и без работы в различных деревнях ближнего Подмосковья. Был арестован 8 февраля 1983 года и 12 мая того же года приговорён к двум годам заключения по «порнографической» статье. Сидел в уголовном лагере в Архангельской области, вышел по концу срока в феврале 1985 года. После ареста и осуждения был объявлен на Западе узником совести; в поддержку Сысоева выступали видные западные деятели искусства.
После выхода на свободу вернулся в Москву. Работал чернорабочим, сторожем. В конце 1980-х годов принимал участие в легальных выставках советского неофициального искусства; рисунки Сысоева стали публиковаться в советских газетах.
В 1989 году эмигрировал в Германию (Берлин). В 2004 году в России был издан его альбом «Ходите тихо, говорите тихо: записки из подполья», приобретший популярность в России.
Умер в 2006 году в Берлине.
Карикатура Вячеслава Сысоева, созданная в 1970-х годах, оказалась в числе «невыездных произведений», не выпущенных Третьяковской галереей на выставку в Париже «Соц-арт. Политическое искусство из России» (2007).
Работы Вячеслава Сысоева защищены авторским правом. Авторские права принадлежат его вдове Ларисе Сысоевой. Посмотреть альбомы рисунков можно в галерее на авторском сайте Вячеслава Сысоева.

### Статьи о Сысоеве
- О Вячеславе Сысоеве. Грани.ру. К семидесятилетию художника
- «Скоморохи нам нужны!» // Арсеньевские вести. — 2007. — 24 янв.
- «Памяти Вячеслава Сысоева», журнал «День и ночь» 2006, № 3-4
- Художника Сысоева ждали на Лубянке // Независимая газета. — 2003. — 4 дек.
- «Вячеслав Сысоев (вместо некролога)», Дмитрий Хмельницкий
- Ольга Завадовская. Каникулы Сысоева. № 20   Февраль, 2007. Terra Nova. Дата обращения: 2 марта 2009. Архивировано 1 марта 2012 года.